# Lodewijk George Simpert van Baden-Baden
Lodewijk George Simpert van Baden-Baden bijgenaamd Jager Lodewijk (Ettlingen, 7 juni 1702 - Rastatt, 22 oktober 1761) was van 1707 tot aan zijn dood markgraaf van Baden-Baden. Hij behoorde tot het huis Baden.

## Levensloop
Lodewijk George Simpert werd geboren als de zoon van markgraaf Lodewijk Willem van Baden-Baden en Francisca van Saksen-Lauenburg, dochter van hertog Julius Frans van Saksen-Lauenburg. In 1707 stierf zijn vader en volgde hij hem op als markgraaf. Omdat hij toen nog maar vier jaar oud was, werd hij onder het regentschap geplaatst van zijn moeder. Op 22 oktober 1727 werd hij op 25-jarige leeftijd officieel volwassen verklaard en kon hij zelfstandig beginnen regeren.
Op 16-jarige leeftijd werd Lodewijk verliefd op Maria Leszczyńska, de dochter van de vroegere Poolse koning Stanislaus Leszczyński en de latere echtgenote van koning Lodewijk XV van Frankrijk. Zijn moeder wist echter een diepere verbinding tussen de twee te voorkomen door hem op bedevaart te sturen naar Rome. 
In de zomer van 1720 reisden Lodewijk en zijn moeder naar Praag, waar hij in het slot van Hluboká nad Vltavou zijn eerste echtgenote Maria Anna van Schwarzenberg (1706-1755) leerde kennen. Maria Anna was de dochter van vorst Adam Frans van Schwarzenberg. Na de ontmoeting reisde Lodewijks moeder naar Wenen om aan keizer Karel VI de toestemming te vragen voor het huwelijk. Nadat dit was gebeurd, vond op 8 april 1721 de huwelijksceremonie plaats in het kasteel van Český Krumlov. Als bruidsschat kreeg Lodewijk George het jachtslot van zijn schoonfamilie in Fremersberg. Lodewijk en Maria Anna kregen vier kinderen, van wie er slechts één de kindertijd zou overleven. Na de dood van Maria Anna hertrouwde hij op 10 juli 1755 met Maria Anna Josepha van Beieren (1734-1776), dochter van keizer Karel VII Albrecht. Dit huwelijk bleef echter kinderloos.
Onder het regentschap van zijn moeder werd Baden-Baden opnieuw een welvarende staat, nadat het markgraafschap in de jaren 1690 door de Fransen werd geruïneerd. Zijn moeder ging namelijk voorzichtig om met de staatsfinanciën, waardoor Baden-Baden niet langer in de schulden zat en Lodewijk George zijn persoonlijk fortuin kon uitbreiden. Toen hij in 1727 zelfstandig begon te regeren, trok zijn moeder zich terug in het kasteel van Ettlingen, waar ze in 1733 stierf.
Lodewijk George Simpert had een grote passie voor jagen, wat hem de bijnaam Jager Lodewijk opleverde. Van 1707 tot 1731 was hij bovendien koninklijk kolonel van het 4e Cirkel Infanterie Regiment in de Zwabische Kreits. Tijdens de Poolse Successieoorlog verbleef hij vooral op zijn domeinen in Bohemen. Hij keerde pas in 1735 terug naar Baden-Baden toen een voorakkoord van het Verdrag van Wenen deze oorlog beëindigde.
In oktober 1761 stierf hij op 59-jarige leeftijd in het kasteel van Rastatt. Omdat hij geen mannelijke nakomelingen had, volgde zijn jongere broer August George Simpert hem op als markgraaf van Baden-Baden. Hij werd naast zijn eerste echtgenote bijgezet in de Stiftkerk van Baden-Baden.

## Nakomelingen
Lodewijk George Simpert en zijn eerste echtgenote Maria Anna van Schwarzenberg kregen vier kinderen:
- Elisabeth Augusta (1726-1789), huwde in 1755 met graaf Michael Wenzel van Althann
- Karel Lodewijk Damiaan (1728-1734)
- Lodewijk George (1736-1737)
- Johanna (1737-1737)